# 朝鮮民主主義人民共和国中央裁判所
朝鮮民主主義人民共和国中央裁判所（ちょうせんみんしゅしゅぎじんみんきょうわこくちゅうおうさいばんしょ、朝鮮語:조선민주주의인민공화국 중앙재판소)は、朝鮮民主主義人民共和国（北朝鮮）の最上級の裁判所である。中央検察所に対応している。2010年憲法で中央裁判所から最高裁判所に改称されたが、2016年に開催された第13期第4回最高人民会議において中央裁判所へ再改称された。現在の所長は崔根英。

## 概要
朝鮮民主主義人民共和国社会主義憲法によると中央裁判所は所長（判事）と2名の人民参審員によって構成され中央裁判所所長（判事）は立法機関の最高人民会議によって任命される。中央裁判所所長の任期は最高人民会議任期と同じである。中央裁判所は、道・直轄市裁判所や人民裁判所及び特別裁判所（軍事裁判所、鉄道裁判所）などの下級の裁判所を指揮監督する。道・直轄市裁判所や人民裁判所などの下級裁判所の判事と人民参審員は該当する地方人民会議（地方議会）で任命される。特別裁判所の所長（判事）と人民参審員は中央裁判所が任命する。すべての裁判所は判事と2名の人民参審員によって構成する。特別の裁判の場合3名の判事で行う。北朝鮮の司法機関では二審制が採られており弁護士制度もあるが形式的に過ぎない。北朝鮮の司法機関には、違憲立法審査権はない。中央裁判所に対応して中央検察所が設置されている。
また、朝鮮民主主義人民共和国社会主義憲法(2013年)第162条により、裁判所の任務は次のように定義されている。
「裁判活動を通して、朝鮮民主主義人民共和国の主権と社会主義制度、国家及び社会協同団体財産、人民の憲法的権利及び生命財産を保護する。」
「すべての機関、企業所、団体及び公民が国家の法を正確に守り、階級的敵とあらゆる法違反者などに反対し、積極的に闘争するようにする。」
「財産に対する判決、判定を執行し、公証事業をする。」

## 人権問題
北朝鮮では、司法機関の正式な裁判に基づかない刑罰や処刑などが行われており、アメリカ合衆国政府などから人権問題として強い批判を受けている。